# تپه درخت سرو سرخی
تپه درخت سرو سرخی مربوط به دوره‌ای نامشخص است و در شهرستان زاوه واقع شده و این اثر در سال ۱۴۰۰ خورشیدی با شمارهٔ ثبت ۳۳۳۴۲ به‌عنوان یکی از آثار ملی ایران به ثبت رسیده است.